# 奚甲第
奚甲第（1730年—1811年），字子一，号藜轩，陕西白水县门公村人。清朝官员。
乾隆四十二年（1777年）高中陕西乡试第一名举人（解元），选凤翔县儒学教谕。其教学勤勉，因材施教，从学者百余人。卒年82岁。光绪间知县李廷玉、王煜以“文有逸品，卓然名元”题表其墓。